# Ронкаљија (Пјаченца)
Ронкаљија је насеље у Италији у округу Пјаченца, региону Емилија-Ромања.
Према процени из 2011. у насељу је живело 414 становника. Насеље се налази на надморској висини од 50 м.